# Championnat d'Algérie de futsal 2017-2018
Vous pouvez aider à l'améliorer ou bien discuter des problèmes sur sa page de discussion.
- Il ne cite pas suffisamment ses sources. Vous pouvez indiquer les passages à sourcer avec {{référence nécessaire}} ou {{Référence souhaitée}}, et inclure les références utiles en les liant aux notes de bas de page. (Marqué depuis avril 2024)
- Il est orphelin : moins de trois articles lui sont liés. Aidez à ajouter des liens en plaçant le code [[Championnat d'Algérie de futsal 2017-2018]] dans les articles relatifs au sujet. (Marqué depuis janvier 2018)
- Il est à actualiser. Certains passages sont obsolètes ou annoncent des événements désormais passés. (Marqué depuis mars 2022)

- Archive Wikiwix
- Bing
- Cairn
- DuckDuckGo
- E. Universalis
- Gallica
- Google
- G. Books
- G. News
- G. Scholar
- Persée
- Qwant
- (zh) Baidu
- (ru) Yandex
- (wd) trouver des œuvres sur Wikidata

Navigation
Saison 2018-2019
Le Championnat d’Algérie de Futsal 2017-2018 est une saison du championnat national du futsal algérien. Le championnat est constitué de 4 groupes de 20 équipes, les 4 premiers rejoignent le  tournoi final, les 4 derniers équipes de la Phase 1 sont reléguées en Division 2.

## Phase 1

### Groupe A
| Rang | Équipe         | Pts | J | G | N | P | Bp | Bc | Diff |  | Résultats (▼ dom., ► ext.) | ASG | Gue | FS | GAFS | EFC |
| ---- | -------------- | --- | - | - | - | - | -- | -- | ---- |  | -------------------------- | --- | --- | -- | ---- | --- |
| 1    | AS Guelma      |     |   |   |   |   |    |    |      |  | AS Guelma                  |     | -   | -  | -    | -   |
| 2    | Guelma         |     |   |   |   |   |    |    |      |  | Guelma                     | -   |     | -  | -    | -   |
| 3    | F.Skikad       |     |   |   |   |   |    |    |      |  | F.Skikad                   | -   | -   |    | -    | -   |
| 4    | GAF Skikda     |     |   |   |   |   |    |    |      |  | GAF Skikda                 | -   | -   | -  |      | -   |
| 5    | EF Constantine |     |   |   |   |   |    |    |      |  | EF Constantine             | -   | -   | -  | -    |     |

### Groupe B
| Rang | Équipe     | Pts | J | G | N | P | Bp | Bc | Diff |  | Résultats (▼ dom., ► ext.) | MCB | ENSB | FCB | ETSB | FCA |
| ---- | ---------- | --- | - | - | - | - | -- | -- | ---- |  | -------------------------- | --- | ---- | --- | ---- | --- |
| 1    | MC Bejaia  |     |   |   |   |   |    |    |      |  | MC Bejaia                  |     | -    | -   | -    | -   |
| 2    | ENS Bejaia |     |   |   |   |   |    |    |      |  | ENS Bejaia                 | -   |      | -   | -    | -   |
| 3    | FC Bejaia  |     |   |   |   |   |    |    |      |  | FC Bejaia                  | -   | -    |     | -    | -   |
| 4    | ETS Bejaia |     |   |   |   |   |    |    |      |  | ETS Bejaia                 | -   | -    | -   |      | -   |
| 5    | FC Akbou   |     |   |   |   |   |    |    |      |  | FC Akbou                   | -   | -    | -   | -    |     |

### Groupe C
| Rang | Équipe                 | Pts | J | G | N | P | Bp | Bc | Diff |  | Résultats (▼ dom., ► ext.) | MHSO | REDO | CFB | AFB | FSM |
| ---- | ---------------------- | --- | - | - | - | - | -- | -- | ---- |  | -------------------------- | ---- | ---- | --- | --- | --- |
| 1    | MHS Oran               |     |   |   |   |   |    |    |      |  | MHS Oran                   |      | -    | -   | -   | -   |
| 2    | Rabie El Djazaïri Oran |     |   |   |   |   |    |    |      |  | Rabie El Djazaïri Oran     | -    |      | -   | -   | -   |
| 3    | CF Bordj Bou Arreridj  |     |   |   |   |   |    |    |      |  | CF Bordj Bou Arreridj      | -    | -    |     | -   | -   |
| 4    | AF Bordj Bou Arreridj  |     |   |   |   |   |    |    |      |  | AF Bordj Bou Arreridj      | -    | -    | -   |     | -   |
| 5    | FS Medea               |     |   |   |   |   |    |    |      |  | FS Medea                   | -    | -    | -   | -   |     |

### Groupe D
| Rang | Équipe        | Pts | J | G | N | P | Bp | Bc | Diff |  | Résultats (▼ dom., ► ext.) | ASCO | USMT | ATM | ESFB | FK |
| ---- | ------------- | --- | - | - | - | - | -- | -- | ---- |  | -------------------------- | ---- | ---- | --- | ---- | -- |
| 1    | ASC Ouragla   |     |   |   |   |   |    |    |      |  | ASC Ouragla                |      | -    | -   | -    | -  |
| 2    | USM Touggourt |     |   |   |   |   |    |    |      |  | USM Touggourt              | -    |      | -   | -    | -  |
| 3    | AT M'Sila     |     |   |   |   |   |    |    |      |  | AT M'Sila                  | -    | -    |     | -    | -  |
| 4    | ESF Babar     |     |   |   |   |   |    |    |      |  | ESF Babar                  | -    | -    | -   |      | -  |
| 5    | FK EL Hirane  |     |   |   |   |   |    |    |      |  | FK EL Hirane               | -    | -    | -   | -    |    |

## Phase 2

### Tableau
|  | Demi-finales           | Demi-finales |  |  | Finale | Finale |
|  | Demi-finales           | Demi-finales |  |  | Finale | Finale |
|  |                        |              |  |  |        |        |
|  |                        |              |  |  |        |        |
|  |                        |              |  |  |        |        |
|  |                        |              |  |  |        |        |
|  |                        |              |  |  |        |        |
|  |                        |              |  |  |        |        |
|  |                        |              |  |  |        |        |
|  |                        |              |  |  |        |        |
|  |                        |              |  |  |        |        |
|  |                        |              |  |  |        |        |
|  |                        |              |  |  |        |        |
|  |                        |              |  |  |        |        |
|  | Match pour la 3e place |              |  |  |        |        |
|  |                        |              |  |  |        |        |
|  |                        |              |  |  |        |        |
|  |                        |              |  |  |        |        |
|  |                        |              |  |  |        |        |
|  |                        |              |  |  |        |        |
|  |                        |              |  |  |        |        |
|  |                        |              |  |  |        |        |